# 1958 Chandra
Az 1958 Chandra (ideiglenes jelöléssel 1970 SB) a Naprendszer kisbolygóövében található aszteroida. Carlos Ulrrico Cesco fedezte fel 1970. szeptember 24-én.